# چو فانجیو
چو فانجیو (انگلیسی: Zhu Fangyu؛ زادهٔ ۵ ژانویهٔ ۱۹۸۳) یک بازیکن بسکتبال اهل جمهوری خلق چین است.
وی در مسابقات کشوری و بین‌المللی در مجموع برندهٔ ۳ مدال طلا، ۲ مدال نقره شده‌است.